# Congrier
Congrier település Franciaországban, Mayenne megyében. Lakosainak száma 919 fő (2022. január 1.). Congrier Renazé, La Rouaudière, Saint-Aignan-sur-Roë, Saint-Erblon, Saint-Saturnin-du-Limet, Senonnes és Ombrée d’Anjou községekkel határos.

## Népesség
A település népességének változása:
| Lakosok száma | 1046 | 975  | 1035 | 955  | 921  | 912  | 896  | 887  | 888  | 919  |
|               | 1968 | 1982 | 1990 | 2006 | 2013 | 2015 | 2017 | 2019 | 2020 | 2022 |